# Daisy Cleverley
Daisy Grace Wilson Cleverley (sinh ngày 30 tháng 4 năm 1997) là một nữ cầu thủ bóng đá người New Zealand hiện thi đấu ở vị trí tiền vệ cho HB Køge ở Elitedivisionen và đội tuyển quốc gia New Zealand.